# Gennadij Garbuzov
Gennadij Varfolomeevič Garbuzov (in russo Геннадий Варфоломеевич Гарбузов?; trasl. angl.: Gennady Varfolomeyevich Garbuzov; Mosca, 11 settembre 1930 – Mosca, 21 ottobre 2009) è stato un pugile sovietico, dal 1991 russo.

## Biografia
È stato medaglia di bronzo ai Campionati di pugilato dilettanti dell'Unione Sovietica nel 1950, Campione dell'Unione Sovietica nel 1951, e medaglia d'argento nel 1953 sempre nei pesi gallo. 
Alle Olimpiadi di Helsinki 1952 vinse la medaglia di bronzo nei pesi gallo, dopo aver battuto al primo turno il belga Jean Renard (2-1), agli ottavi di finale il futuro campione del mondo WBA della categoria Raúl "Ratón" Macías (3-0) e ai quarti di finale il ceco František Majdloch (3-0). In semifinale dovette cedere al pugile di casa Pentti Hämäläinen (3-0) che poi vinse la medaglia d'oro. 
Non è mai potuto passare tra i professionisti non essendo ciò consentito, all'epoca, nei paesi a regime comunista.